# Francisco Martínez de la Rosa
Francisco de Paula Martínez de la Rosa y Berdejo (n. 10 martie 1787, Granada, Andaluzia, Spania – d. 7 februarie 1862, Madrid, Noua Castilie⁠(d), Spania) a fost un scriitor și om politic din Spania.
În perioada 1834–1835 a fost premier al țării.

## Scrieri
- 1833: Poesías („Poezii”), în stil neoclasic de inspirație anacreontică;
- 1818: Moraima, tragedie;
- 1827: Poética („Poetica”), expunere a concepției despre artă, care urmează spiritul lui Nicolas Boileau;
- 1829: Edipo („Edip”), tragedie;
- 1830: Aben Humeya, dramă romantică de inspirație istorică;
- 1834: La conjuración de Venecia („Conjurația de la Veneția”).